# Spineto Scrivia
Spineto Scrivia – miejscowość i gmina we Włoszech, w regionie Piemont, w prowincji Alessandria.
Według danych na styczeń 2010 gminę zamieszkiwały 372 osoby przy gęstości zaludnienia 90,3 os./1 km².